# 北朝鮮によるミサイル発射実験 (2021年)
2021年の北朝鮮によるミサイル発射実験（きたちょうせんによるミサイルはっしゃじっけん）では、朝鮮民主主義人民共和国（北朝鮮）によって2021年（主体110年）に発射された弾道ミサイルやロケット弾などの飛翔体について記述する。

## 発射日時
以下、日時はUTC+9（日本標準時・韓国標準時・平壌時間）である。

### 1月
- 22日、黄海に向けて巡航ミサイルを発射した[1]。

### 3月
- 21日、黄海に向けて巡航ミサイルを発射した[1]。

- 25日7時4分頃と7時23分頃、東海岸の宣徳付近から、日本海に向けて弾道ミサイルを2発発射した[2]。弾道ミサイルはスカッドの軌道よりも低い高度約100km未満を約450km飛翔し、日本海に落下した[2]。日本の防衛省は、飛距離・高度と『労働新聞』に掲載された発射時の写真から、この弾道ミサイルは1月14日の朝鮮労働党第8回大会記念軍事パレードに登場した、新型弾道ミサイルとしている[3]。

### 9月
- 11日、日本海に向けて巡航ミサイルを発射した。
- 12日、日本海に向けて巡航ミサイルを発射した[1]。
- 15日12時32分頃と12時37分頃[4]、有蓋貨車から[5]日本海に向けて弾道ミサイルを2発発射した[6][7]。弾道ミサイルは最高高度約50kmを、変則軌道で約750km飛翔し、能登半島沖の舳倉島北約300km[6]の日本海上に落下したと推定されている[4]。日本の防衛省は、当初落下したのは日本の排他的経済水域（EEZ）の外と発表した[8]が、変則軌道だったため落下したのはEEZ内だった[6]と同日の夜までに訂正した[4]。韓国メディアは韓国軍の話として、弾道ミサイルの性能は飛翔距離800km、高度60kmと報じている[9]。

- 28日、午前6時40分ごろ、北朝鮮北部の慈江道舞坪里（チャガンドムピョンリ）から短距離ミサイルとみられる飛翔体1発が日本海の方向に発射された[10]。

### 10月
- 19日、北東部の新甫（シンポ）付近から日本海に向けて飛翔体1発を発射[11]。